# William Russo (musicista)
William Joseph Russo, detto Bill (Chicago, 25 giugno 1928 – Chicago, 11 gennaio 2003), è stato un musicista, compositore e arrangiatore statunitense jazz.

## Biografia
Russo ha frequentato le scuole superiori con Lee Konitz e ha continuato a studiare legge. Prese lezioni private da Lennie Tristano dal 1943 al 1947. Ha suonato per la prima volta nei gruppi di Billie Rogers e Clyde McCoy prima di fondare l'ensemble Experiments in Jazz nel 1947. Tra il 1950 e il 1955 ha lavorato come trombonista e arrangiatore per Stan Kenton, il cui suono ha decisamente plasmato durante questa fase, come nell'album New Concepts of Artistry in Rhythm del 1952. Nel 1955 ha lavorato in Europa con il suo quintetto, al quale appartenevano anche Hans Koller e Kurt Edelhagen. Dalla metà degli anni '50 Russo fu sempre più attivo come insegnante di musica, prima alla Lenox School of Jazz, 1959-1961 poi alla Manhattan School of Music. Ha lavorato anche per gruppi locali prima di mettere insieme una grande orchestra nel 1958.
Dall'inizio degli anni '60 Russo si è concentrato sulla composizione di opere sinfoniche, opere e musica da balletto. Ciò ha portato a progetti con Leonard Bernstein, Yehudi Menuhin, Duke Ellington e Dizzy Gillespie. Come compositore, ha utilizzato le possibilità del Third Stream e ha utilizzato tecniche classiche nel jazz (ad esempio il contrappunto) ed elementi stilistici del jazz nelle opere classiche. Nel 1965 è andato al Columbia College di Chicago come capo del programma Contemporary American Music, dove ha fondato il Chicago Jazz Ensemble, che esisteva fino al 1968 ed è stato ripreso nel 1991, come una delle prime orchestre di repertorio jazz. Tra il 1975 e il 1979 si prende una pausa dall'insegnamento per lavorare negli studi cinematografici. Nel 1990 ha concluso il suo incarico come professore a Chicago. Uno dei suoi studenti di composizione più famosi è il compositore di colonne sonore John Barry.
Russo è autore di diversi libri di testo, come Composing for Jazz Orchestra (Chicago, 1961) e Jazz Composition and Orchestration (Chicago, 1968).

## Discografia parziale
- A Recital in New American Music (Dee Gee, 1951) (reissued as part of Jazz Composers Workshop (Savoy, 1951-52) with J Giuffre, S Rogers, S Manne e poi come Deep People
- Bill Russo and the Hans Koller Quintet (Mod Records 1956)
- The World of Alcina (Atlantic, 1956)
- Something new, something blu (Columbia, 1959)
- A symphony of popular songs (Sesac late '50)
- School of Rebellion (Roulette, 1960)
- The Seven Deadly Sins (Roulette, 1960)
- Russo in London (Columbia, 1962) with London Jazz Orchestra
- Stereophony (FM, 1964)
- Stonehenge (Columbia, 1964) with London Jazz Orchestra
- Virtuosity : A contemporary look (Columbia 1964)
- The carousel suite (GM, 1983)

### As sideman or arranger
With Julian "Cannonball" Adderley
- Jump For Joy (EmArcy, 1958) - conductor and arranger

With Stan Kenton
- Innovations in Modern Music (Capitol, 1950)
- Stan Kenton Presents (Capitol, 1950)
- Popular Favorites by Stan Kenton (Capitol, 1953)
- Sketches on Standards (Capitol, 1953)
- This Modern World (Capitol, 1953)
- Portraits on Standards (Capitol, 1953) - arranger only
- Kenton Showcase (Capitol, 1954) - composer and arranger
- The Kenton Era (Capitol, 1955)
- The Innovations Orchestra (Capitol, 1997)

With Lee Konitz
- An Image: Lee Konitz with Strings (Verve, 1958) - conductor and arranger

With Shelly Manne
- The West Coast Sound (Contemporary, 1955) - arranger only